# کیارا اوسبیو (بازیکن فوتبال)
کیارا اوسبیو (ایتالیایی: Chiara Eusebio؛ زادهٔ ۴ ژوئیهٔ ۱۹۹۵) بازیکن فوتبال اهل ایتالیا است.

وی همچنین در تیم ملی فوتبال زنان ایتالیا بازی کرده‌است.